# بوفالو (شهرستان جکسون، اوهایو)
بوفالو (به انگلیسی: Buffalo) یک منطقهٔ مسکونی در ایالات متحده آمریکا است که در اوهایو واقع شده‌است. بوفالو ۲۲۳ متر بالاتر از سطح دریا واقع شده‌است.